# Generaal Rafael Urdanetabrug

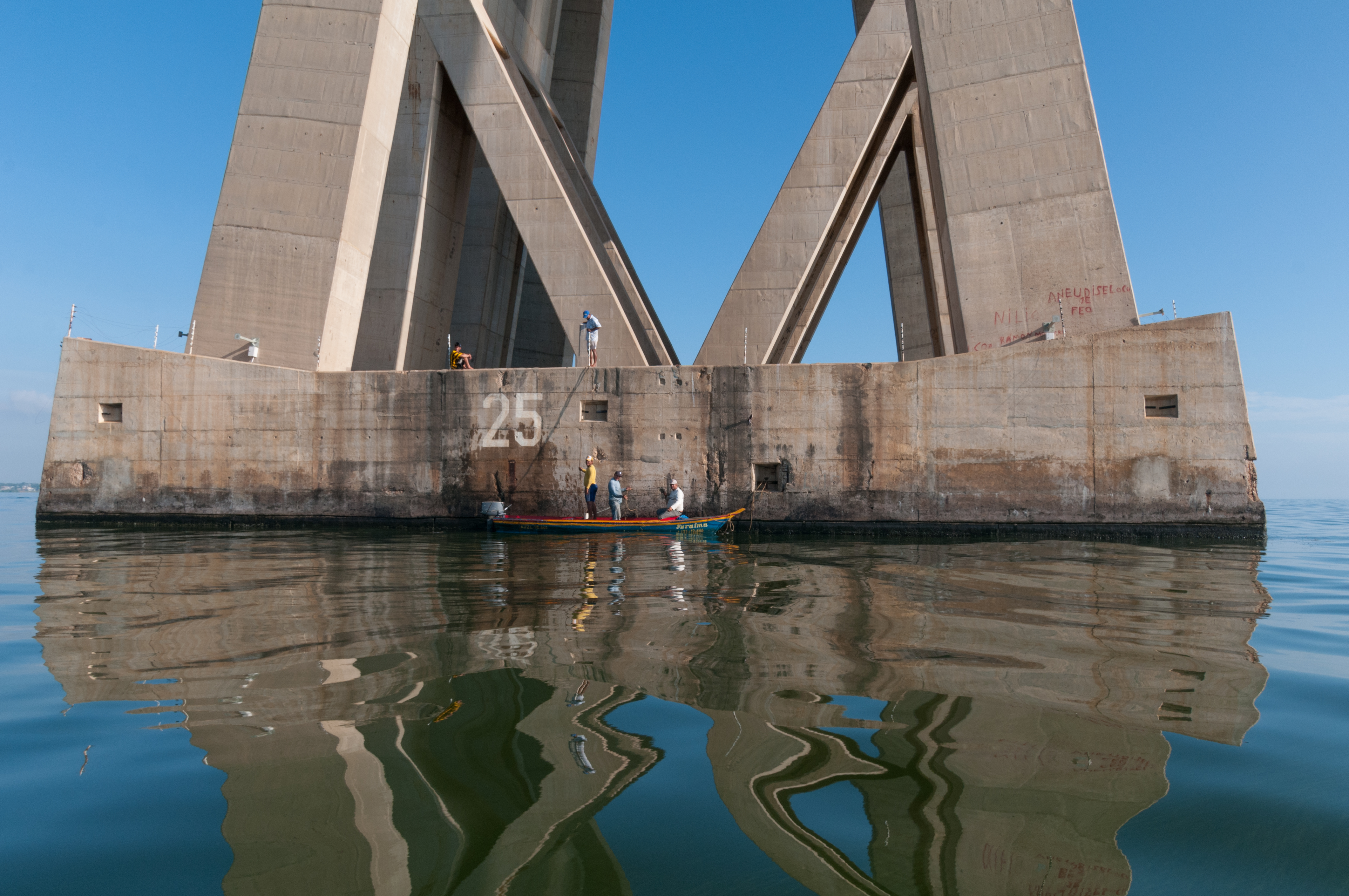
Onderkant van een pijler

De Generaal Rafael Urdanetabrug, in het Spaans ook wel puente sobre el lago (brug over het meer) genoemd, is een tuibrug met meerdere overspanningen in het Zuid-Amerikaanse land Venezuela en overspant het Meer van Maracaibo bij de stad Maracaibo in de deelstaat Zulia. Het westelijke beginpunt van de brug ligt bij San Francisco en het oostelijke punt bij Santa Rita. De weg die over de brug loopt maakt een snellere verbinding mogelijk voor voertuigen tussen Maracaibo en een groot deel van het land, waaronder de steden Caracas en Valencia.

## Geschiedenis
In 1957 was er een internationale ontwerpwedstrijd voor een brug over het meer die gewonnen werd door de Italiaanse civiel ingenieur Riccardo Morandi. Zijn ontwerp was het enige ontwerp met beton en er werd verwacht dat dit minder onderhoudskosten met zich mee zou brengen en daarnaast zou het waardevol zijn voor de betontechnologie in Venezuela. De bouw begon in 1958 en in 1962 was de brug voltooid. Op 24 augustus 1962 werd de brug geopend door de toenmalige Venezolaanse president Romulo Betancourt en de brug is genoemd naar generaal Rafael Urdaneta, die meevocht in de onafhankelijkheidsoorlog van Venezuela en later president van Groot-Colombia was.
In 1964 botste een olietanker tegen een pilaar aan, waardoor een deel van de brug instortte en zeven mensen omkwamen.
Na de Generaal Rafael Urdanetabrug leverde Morandi de plannen voor twee andere bruggen die met grote gelijkenis in de daaropvolgende decennia werden gebouwd, de Brug over Wadi al Kuf in Libië en de Ponte Morandi in Italië.

## Constructie
De pylonen, de pijlers en het dek zijn gemaakt van gewapend beton en de tuidraaden zijn van staal. Van kust tot kust is de Generaal Rafael Urdanetabrug zo'n 8,7 km lang, waarmee het een van de langste bruggen ter wereld is. De brug bestaat in totaal uit 135 overspanningen, waarvan de vijf hoofdoverspanningen elk 235 m meten. De pylonen zijn 86,6 m hoog en het wegdek ligt 50 m boven het wateroppervlak.

## Tweede brug
In 2013 is men begonnen met het voorbereiden van de bouw van de Nigalebrug, een tweede brug. Deze brug komt te liggen tussen Mara aan de westkant van het meer en Miranda aan de oostkant, ten noorden van de Generaal Rafael Undanetabrug. De Nigalebrug wordt 10,8 km lang en er komt zowel een autoweg als een spoorweg over te liggen. Er wordt een tweede brug gebouwd om het toenemende autoverkeer in Venezuela meer ruimte te geven en het land haalt voldoende inkomsten uit de aardolieproductie om een dergelijk project te kunnen financieren.